# Голяма награда на Турция
Голямата награда на Турция е състезание от календара на световния шампионат ФИА Формула 1, провеждано на пистата Истанбул парк, близо до Истанбул, Турция, от 2005 до Сега.

## Писта „Истанбул парк“
Пистата „Истанбул парк“ е построена в областта Тузла. Строежът на трасето започва още през 2003 г. и завършва само 2 седмици преди състезанието за Голямата награда през лятото на 2005 г. Пистата е с дължина от 5,338 километра и се състои от 13 завоя. Както повечето нови трасета в календара на „Формула 1“, тя е проектирана от германския архитект Херман Тилке. Една от любопитните подробности на „Истанбул парк“ е, че трасето е изпълнено с множество изкачвания и спускания. Това е нехарактерна черта за пистите от „Формула 1“ Повечето от тях са с равна и равномерна настилка.

## Спонсори
Petrol Ofisi 2006-2008

ING 2009

Panasonic 2010

DHL 2011

## Победители
| Година      | Пилот           | Конструктор       | Писта          | Статистика     |
| ----------- | --------------- | ----------------- | -------------- | -------------- |
| 2023 - 2022 | Не се провежда  | Не се провежда    | Не се провежда | Не се провежда |
| 2021        | Валтери Ботас   | Мерцедес          | Истанбул парк  | Статистика     |
| 2020        | Луис Хамилтън   | Мерцедес          | Истанбул парк  | Статистика     |
| 2019 - 2011 | Не се провежда  | Не се провежда    | Не се провежда | Не се провежда |
| 2011        | Себастиан Фетел | Ред Бул-Рено      | Истанбул парк  | Статистика     |
| 2010        | Луис Хамилтън   | Макларън-Мерцедес | Истанбул парк  | Статистика     |
| 2009        | Дженсън Бътън   | Браун-Мерцедес    | Истанбул парк  | Статистика     |
| 2008        | Фелипе Маса     | Ферари            | Истанбул парк  | Статистика     |
| 2007        | Фелипе Маса     | Ферари            | Истанбул парк  | Статистика     |
| 2006        | Фелипе Маса     | Ферари            | Истанбул парк  | Статистика     |
| 2005        | Кими Райконен   | Макларън-Мерцедес | Истанбул парк  | Статистика     |

## Победи

### Пилоти
| Победи | Пилот       | Постигнати       |
| ------ | ----------- | ---------------- |
| 3      | Фелипе Маса | 2006, 2007, 2008 |

### Конструктори
| Победи | Конструктор | Постигнати       |
| ------ | ----------- | ---------------- |
| 3      | Ферари      | 2006, 2007, 2008 |
| 2      | Макларън    | 2005, 2010       |

### Двигатели
| Победи | Двигател | Постигнати       |
| ------ | -------- | ---------------- |
| 3      | Ферари   | 2006, 2007, 2008 |
| 3      | Мерцедес | 2005, 2009, 2010 |

### Националност на пилотите
| Победи | Страна         | Постигнати       | Пилоти |
| ------ | -------------- | ---------------- | ------ |
| 3      | Бразилия       | 2006, 2007, 2008 | 1      |
| 2      | Великобритания | 2009, 2010       | 2      |